# Založe
Založe este o localitate din comuna Polzela, Slovenia, cu o populație de 363 de locuitori.